# Казимир Гартлеб
Казимир Ян Гартлеб (пол. Kazimierz Jan Hartleb; 6 липня 1886, Зимна Вода — 21 листопада 1951, Торунь) — польський історик, професор Університету Яна Казимира у Львові та Університету Миколи Коперника, один із засновників Національно-державного союзу в 1922 році.

## Біографія
Син Адама (шкільного інспектора) та Антоніни, уродженої Голембйовської, старший брат Мечислава (історика літератури та доцента Варшавського університету). У 1904 р. закінчив львівську гімназію і почав навчання у Львівському університеті за спеціальністю «Історія», отримав докторське звання у 1909 р. Під час навчання працював у історичному клубі Львівського університету (1904—1907). З 1909 року Гартлеб працював в бібліотеці університету. Захистивши докторську дисертацію «Мистецькі відносини при дворі останнього Ягеллонця», у 1920 р. став доцентом історії польської культури на гуманітарному факультеті Львівського університету Яна Казимира; до 1931 очолював Культурний семінар. У 1929 році був призначений титулярним професором. У 1931—1932 роках був директором Бібліотеки Сілезького сейму в Катовицях. Після повернення до Львова Гартлеб став директором Музею художньої промисловості (1932—1936). У 1935—1938 рр. — редактор «Червенської землі». Під час радянської окупації Львова (1939—1941) працював в університеті та в бібліотеці середньої школи. Під час німецької окупації (1941—1944) працював писарем, брав участь у таємному викладанні у підпільному університеті у Львові (підвищив 5 докторів і 11 магістрів). Завідував архівом Союзу збройної боротьби Армії крайової Львівщини.
Вимушений у вересні 1945 року залишити Львів, оселився в Торуні. Організував гуманітарний факультет університету (у 1947/1948 навчальному році був деканом), як професор (номінація 1945) очолив кафедру історії польської культури. Незадовго до смерті став членом-кореспондентом ПАУ (1951), брав участь у роботі Історичної комісії та Комісії з історії освіти та освіти в Польщі. З 1920 р. також був прийомним членом Наукового товариства у Львові, діяв у Науковому товаристві у Торуні (голова І відділу), Спілці істориків мистецтва і культури (віце-президент), Польському історичному товаристві (член правління).
Займався історією культури та історією Реформації. Багато років проводив дослідження польської культури доби гуманізму. Його цікавила діяльність Яна Замбоцького, секретаря Сигізмунда I Старого. Він аналізував історію Реформації в Литві. У праці «Biblioteka Zygmunta Augusta. Studium z dziejów kultury królewskiego dworu» (1928)(«Бібліотека Сигізмунда II Августа. Дослідження історії культури королівського двору») описав процес створення польських книгозбірень. У 1935 р. взяв активну участь у VI з'їзді польських істориків у Вільнюсі; у 1935—1938 рр. редагував періодичне видання «Ziemia Czerwińska».

## Вибрані публікації
- August Bielowski (1907)
- Kalwin a Polska. Stosunek do króla i możnowładców w świetle wzajemnej korespondencji (1912)
- Jan z Ocieszyna Ocieski, jego działalność publiczna i diariusz podróży do Rzymu (1917)
- Polskie dzienniki podróży w wieku XVI jako źródła do współczesnej kultury (1920)
- Działalność kulturalna biskupa-dyplomaty E. Ciołka (1929)
- Historia kultury (1937, ze Stanisławem Łempickim)
- Piotr Gamrat w świetle nieznanego życiorysu (1938)
- Kultura Polski (1945)
- Mikołaj Kopernik (Toruń, 1946)